# 벨스란트군

벨스란트군의 위치

벨스란트군(독일어: Bezirk Wels-Land)은 오스트리아 오버외스터라이히주에 위치한 군으로 행정 중심지는 벨스이며 면적은 457.7km2, 인구는 63,004명(2001년 기준), 인구 밀도는 140명/km2이다. 헌장 도시로 지정된 벨스 전체를 둘러싸고 있다. 북쪽으로는 에페르딩군, 동쪽으로는 린츠란트군, 남동쪽으로는 키르히도르프안데어크렘스군, 남서쪽으로는 그문덴군, 서쪽으로는 푀클라브루크군, 북서쪽으로는 그리스키르헨군과 접한다.

## 하위 행정 구역
2개 도시, 9개 시장도시, 13개 일반 시를 관할한다.
- 도시
  - 마르히트렝크(Marchtrenk)
  - 슈타들파우라(Stadl-Paura)
- 시장도시
  - 바트빔스바흐나이트하르팅(Bad Wimsbach-Neydharting)
  - 부흐키르헨(Buchkirchen)
  - 군스키르헨(Gunskirchen)
  - 람바흐(Lambach)
  - 오펜하우젠(Offenhausen)
  - 피흘바이벨스(Pichl bei Wels)
  - 자틀레트(Sattledt)
  - 슈타이너키르헨안데어트라운(Steinerkirchen an der Traun)
  - 탈하임바이벨스(Thalheim bei Wels)
- 일반 시
  - 아이흐키르헨(Aichkirchen)
  - 바흐마닝(Bachmanning)
  - 에버슈탈첼(Eberstalzell)
  - 에트바이람바흐(Edt bei Lambach)
  - 피슐함(Fischlham)
  - 홀츠하우젠(Holzhausen)
  - 크렝글바흐(Krenglbach)
  - 노이키르헨바이람바흐(Neukirchen bei Lambach)
  - 페네방(Pennewang)
  - 슐라이스하임(Schleißheim)
  - 지프바흐첼(Sipbachzell)
  - 슈타인하우스(Steinhaus)
  - 바이스키르헨안데어트라운(Weißkirchen an der Traun)